# داريل هاردي
داريل هاردي (بالإنجليزية: Darryl Hardy)‏ هو لاعب كرة قدم أمريكية أمريكي، ولد في 22 نوفمبر 1968 في لينكولن هايتس في الولايات المتحدة.

## وصلات خارجية
- داريل هاردي على موقع مرجع كرة القدم المحترفة.كوم (الإنجليزية)
- داريل هاردي على موقع JustSportsStats.com (الإنجليزية)